# Fergusonina gurneyi
Fergusonina gurneyi är en tvåvingeart som beskrevs av Malloch 1932. Fergusonina gurneyi ingår i släktet Fergusonina och familjen Fergusoninidae. Inga underarter finns listade i Catalogue of Life.